# 11726 Edgerton
11726 Edgerton este un asteroid din centura principală de asteroizi.

## Descriere
11726 Edgerton este un asteroid din centura principală de asteroizi. A fost descoperit pe 1 mai 1998 la Lime Creek de Robert Linderholm. El prezintă o orbită caracterizată de o semiaxă mare de 3,08 ua, o excentricitate de 0,15 și o înclinație de 8,1° în raport cu ecliptica.